# Переулок Щуппа
Переулок Щуппа в Красном Селе отходит от проспекта Ленина (напротив дома 91) за улицей Пасторова и идет до парка «Красное Село» в направлении улицы Равенства. Протяженность переулка — 390 м.

## История наименования
Первоначально переулок назывался Госпитальной улицей, так как здесь в Дворцовом парке располагался военный госпиталь.
В советские годы назывался переулок Шуппа. А. Г. Шуппа состоял кандидатом РКП в 1-м Городском районе Петрограда и в июне 1919 г. из 1 квартирного отдела был командирован в Красное Село, где в момент отступления исполнял обязанности комиссара местного квартирного отдела. При внезапной эвакуации Красного Села Шуппа, несмотря на спешный отъезд всех советских учреждений, продолжал оставаться на посту, стараясь вывезти все дела и ценное имущество отдела из лагеря. При отступлении обоз отдела был отрезан белыми. Шуппа, находившийся здесь же, был расстрелян белогвардейским офицером в ноябре 1919 года. Позднее закрепилось наименование с ошибкой — «Щуппа». Ошибочное наименование появилось, по всей видимости, после 1996 года, поскольку в законе «Об объявлении охраняемыми памятниками истории и культуры объектов на территории Красносельского района», появившемся в этом году, переулок назван правильно — «Шуппа».

## Достопримечательности
- Дом № 10 — церковь Александра Невского с садом, была построена в 1910 году по проекту архитектора Василия Косякова[5]. Единственная дошедшая до нашего времени военная церковь Красного Села. Церковь хорошо просматривалась со стороны Шведского редута, уникального памятника XVII века, — все полковые церкви являлись своеобразными знаками воинских формирований, и, доминируя над местностью, добавляли разнообразия панорамам Красного Села. Однако после того, как на бровке оврага, вдоль которого идёт переулок Щуппа, появились частные дома, не соответствующие по стилю окружающей исторической застройке, с этой стороны вид на церковь был закрыт[6].